# Seat Córdoba
La Seat Córdoba est une automobile de la catégorie des compactes, du constructeur automobile espagnol Seat, produite à partir de 1993 pour la première génération, et début 2002 pour sa remplaçante.

## Seat Córdoba I (1993–2002)
La première génération de la Córdoba fut présentée au salon de Francfort de 1993 et lancé durant l'été de la même année. Le responsable du design était l'italien Giorgetto Giugiaro sur la base du châssis de la SEAT Ibiza II. 3 carrosseries sont disponibles sur cette première génération : berline 4 portes (Córdoba), break 5 portes (Córdoba Vario) et coupé 2 portes (Córdoba SX).
Comme l'Ibiza, elle reçoit un restylage conséquent en 1999.
En tout, 680 711 Córdoba I ont été produites.

### Rallye
De 1998 à 2000, la Seat Córdoba s'est illustrée dans la compétition car celle-ci a fait partie du casting du championnat du monde des rallyes (World Rally Championship) avec son 2,0L

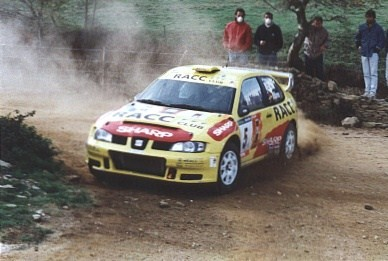
Daniel Solà en train de piloter une SEAT Córdoba WRC

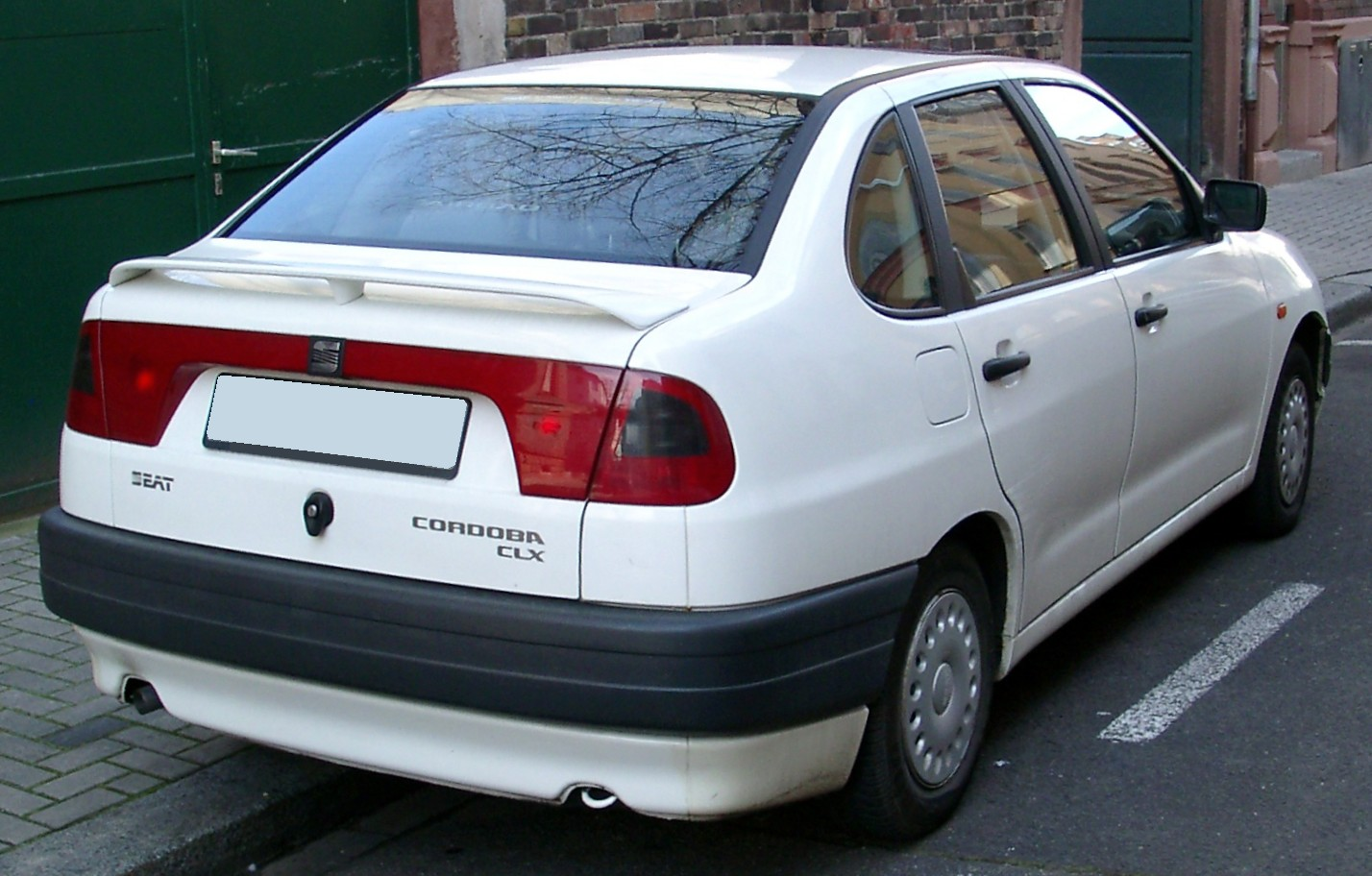
SEAT Córdoba I phase I

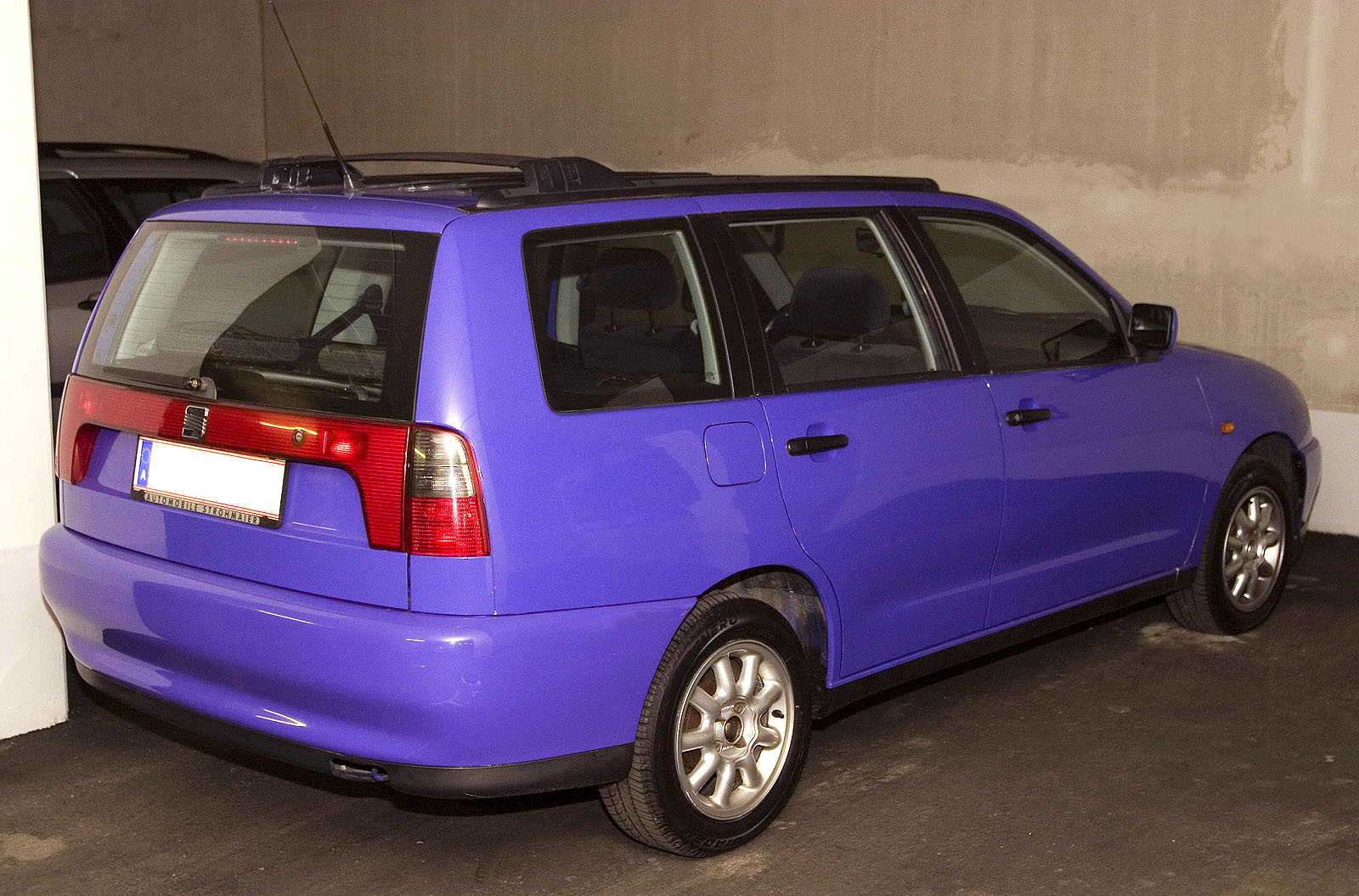
SEAT Córdoba Vario phase I

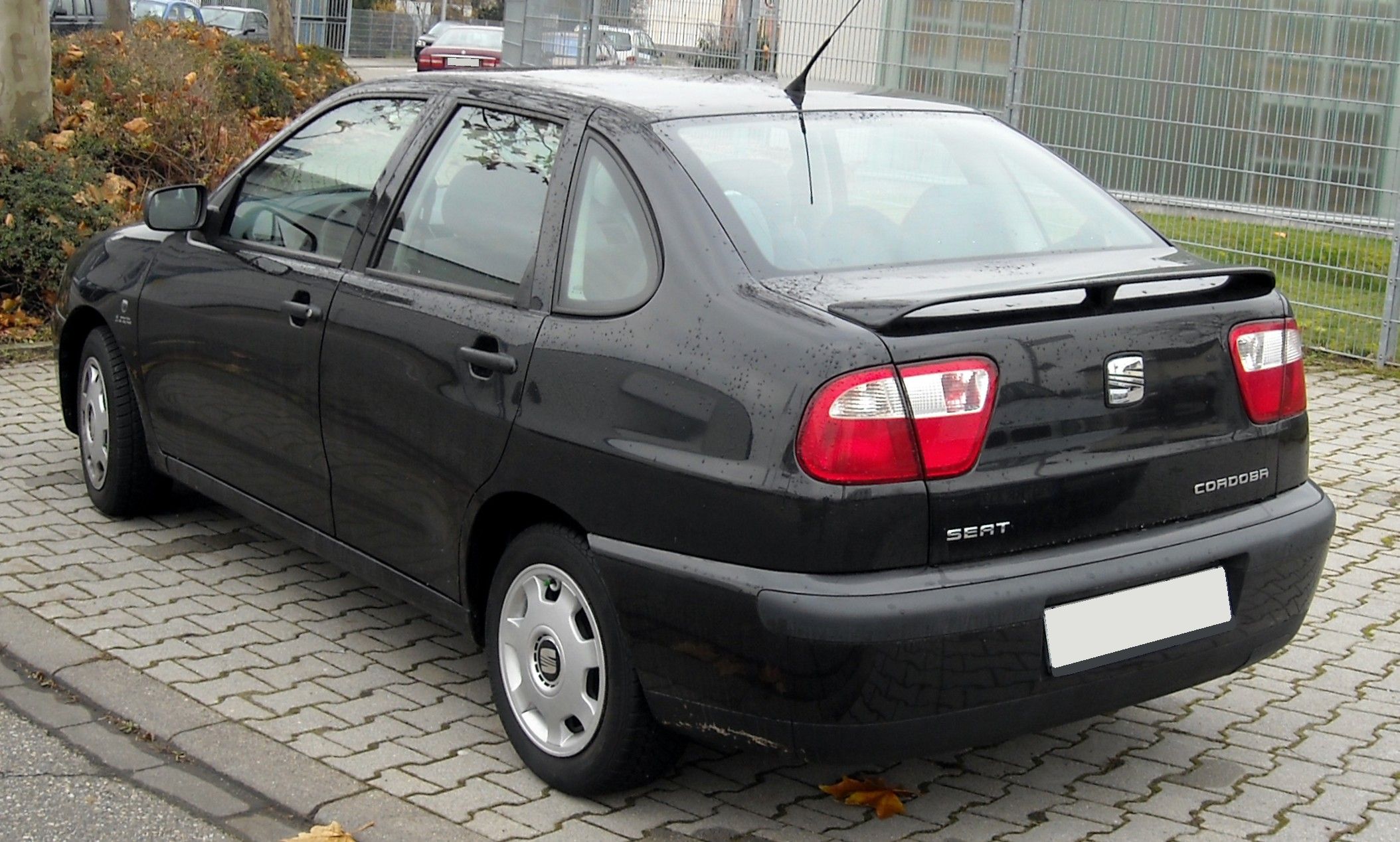
SEAT Córdoba I phase II

## Seat Córdoba II (2002-2009)
La Seat Cordoba II est une voiture basée sur la Seat Ibiza III, commercialisée d'octobre 2002 à 2009.
Elle est restylée en 2006. La plupart des modifications concernent l'habitacle, mais cette version restylée est facilement reconnaissable extérieurement à ses phares avant qui sont désormais dédoublés.
La deuxième génération de la Cordoba n'a pas vu naître un break portant son nom contrairement à son ainé pour qui il était pourtant une partie assez importante de ses ventes. Il faut attendre 2010 et l'Ibiza IV ST pour que Seat propose un break sur ce segment.

## Caractéristiques techniques

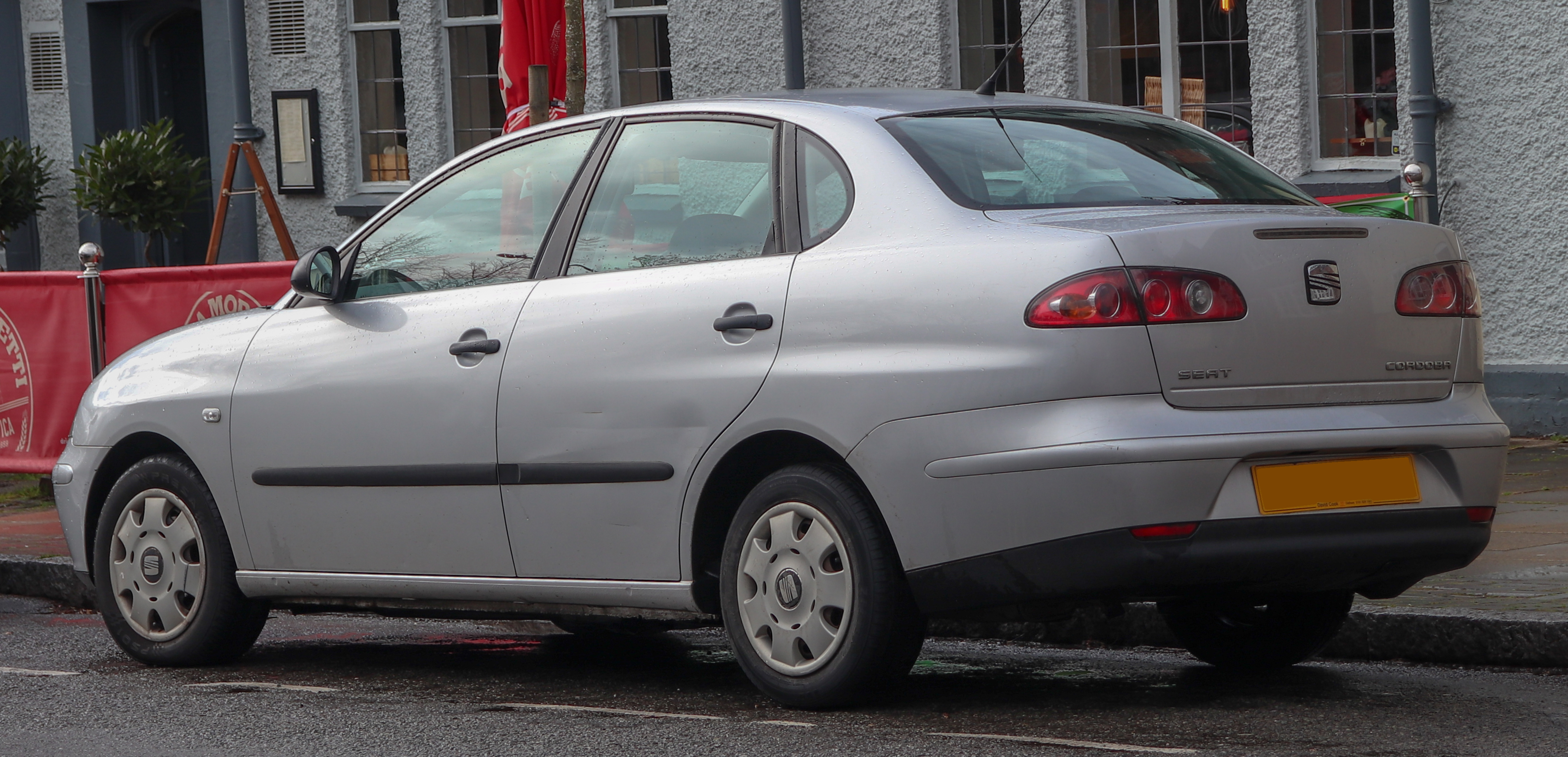
SEAT Córdoba II phase I

### Essence
- 1,655 kW/75 ch,
- 1,655 kW/75 ch Auto.

### Diesel
- 1,4 TDI  51 kW/70 ch
- 1,9 TDI  74 kW/100 ch
- 1.9 TDI  96 kW/130 ch
- 1,9 SDI  68 ch

### Versions
- Fresh
- Stylance
- Signo
- Stella
- Sport

## Équipements de série et options

### Intérieur
Harmonisation du revêtement pour la planche de bord et les panneaux des portes, nouveau volant et nouveau levier de vitesse, volant multifonctions, lecteur CD MP3, chargeur de CD, système de navigation, régulateur de vitesse, Climatronic.

### Rangement
En rabattant les sièges arrière et l’espace disponible passe de 485 à 1 140 litres. Ils sont rabattables séparément. Les sièges avant sont réglables en hauteur et chauffés (en option). Leurs dossiers sont équipés de poches de rangement. Les appuis-tête sont tous réglables en hauteur. Ceux des sièges avant sont également inclinables, pour s’ajuster avec plus de précision.

### Châssis agile
Ce système intègre la direction, les freins, la transmission et la carrosserie dans un ensemble réactif qui traduit vos intentions en actions contrôlées. La direction assistée, dont la réponse varie en fonction de la vitesse, les freins dotés de l’ABS
et la transmission jouent ici un rôle actif. La direction est contrôlée électroniquement, le volant revient automatiquement en position à la sortie d’une courbe. La stabilité du châssis contribue à réduire le roulis et à augmenter la sécurité.

## Sécurité

### Sécurité active
L’ESP (Programme Électronique de Stabilité) gère l’information fournie par le volant,
les roues, les freins et l’accélérateur, et utilise les données ainsi obtenues pour procéder aux ajustements nécessaires lors de conditions climatiques difficiles. Le TCS (Système de Contrôle de la Traction) exploite la totale puissance du moteur. La dernière génération d’ABS, et l’EBA (Système d’Assistance au Freinage d’Urgence) maximise la puissance du freinage en fonction de la pression exercée sur la pédale.

### Sécurité passive
Les airbags conducteur, passager et latéraux sont de série (les airbags rideaux sont également disponibles en option). Les ceintures de sécurité sont équipées de prétensionneurs – si le freinage est particulièrement brutal, un limiteur est activé, qui relâche la tension de la ceinture afin de prévenir le risque de blessures. Les entretoises, les arceaux de protection de l’habitacle et les piliers qui sont renforcés. Un troisième appui-tête, et des ancrages ISOFIX qui permettent la fixation des sièges enfant directement sur le châssis.

## Ventes
Sur deux générations, un total de 1 034 465 Seat Córdoba a été produit.